# Траппистское пиво
Траппистское пиво — разновидность бельгийского эля, изначально сваренного в пивоварнях размещенных в старинных бельгийских монастырях католического ордена траппистов. Сорта могут быть и легкими, и очень крепкими, цвет бывает и соломенно-белый, и темный. Используются дрожжи верхового брожения, ферментация проводится при высоких температурах. Пиво дозревает в бутылках. В некоторых монастырях во время варки сусло сдабривают сахарным песком, это добавляет напитку крепости. Крепкие сорта траппистского пива обладают плотным и полным вкусом, а свой маслянисто-фруктовый аромат приобретает благодаря высокотемпературной ферментации и использованию разных культур хмеля.
Траппистское пиво — разновидность пива, сваренного монахами-траппистами, или под их контролем. Из около 170 траппистских монастырей лишь 13 производят пиво: Achel (Бельгия), Chimay (Бельгия), Orval (Бельгия), Rochefort (Бельгия), Westmalle (Бельгия), Westvleteren (Бельгия), La Trappe (Нидерланды), Zundert (Нидерланды), Engelszell (Австрия), Spencer (США), Tre Fontane (Италия) и другие. Только этим тринадцати пивоварням разрешено использовать специальный логотип, который обозначает соответствие стандартам, описанным Международной трапистской организацией.
История бельгийского аббатства траппистов восходит к 1831 году, а уже в 1839 монахи открыли производство ныне знаменитых марок пива.
Траппистское пиво «La Trappe» варится монахами аббатства Конингсхувен (Koningshoeven) в Нидерландах. После приобретения аббатской пивоварни компанией Bavaria, производимому там пиву «La Trappe» запретили называться траппистским, однако после судебного разбирательства пивоварне вернули это право, о чём свидетельствует соответствующий значок на бутылке.

## Траппистское и аббатское пиво
Траппистское пиво следует отличать от так называемого аббатского пива. В последние десятилетия термин «аббатское пиво» используется как общее название для пива, произведенного в траппистском стиле, но сваренного на светских промышленных пивоварнях, не связанных с траппистскими аббатствами. Обычно аббатские сорта пива производят по лицензии, выданной соответствующим аббатством или фондом, управляющим активами ныне несуществующего аббатства.

## Пивоварни
- Ахелское аббатство / пиво Achel
- Chimay
- Орваль / Orval
- Rochefort
- Westmalle
- Westvleteren
- La Trappe (Нидерланды)
- Zundert (Нидерланды)
- Engelszell (Австрия)
- Spencer (США) / аббатство Сент-Джозеф
- Mont Des Cats (Франция) — траппистское пиво, варится на производственных мощностях Chimay
- Tre Fontane (Италия)
- Tynt Meadow (Великобритания)[6]
- Cardeña (Испания)[7]